# Saison 2017 de l'équipe cycliste Cibel-Cebon
La saison 2017 de l'équipe cycliste Cibel-Cebon est la douzième de cette équipe.

## Préparation de la saison 2017

### Arrivées et départs
| Arrivées         | Équipe 2016                        |
| ---------------- | ---------------------------------- |
| Robby Cobbaert   | Home Solution-Anmapa-Soenens       |
| Dennis Coenen    | Crelan-Vastgoedservice             |
| Alexander Cools  | Superano Ham-Isorex                |
| Stijn De Bock    | Baguet-MIBA Poorten-Indulek-Derito |
| Mathias De Witte | VL Technics-Experza-Abutriek       |
| Jimmy Janssens   | 3M                                 |
| Alexander Maes   | Home Solution-Anmapa-Soenens       |
| Jan Reynaerts    | Home Solution-Anmapa-Soenens       |
| Wim Reynaerts    | Home Solution-Anmapa-Soenens       |
| Brecht Ruyters   | VL Technics-Experza-Abutriek       |
| Seppe Verschuere | VL Technics-Experza-Abutriek       |

| Départs               | Équipe 2017                      |
| --------------------- | -------------------------------- |
| Kevin Callebaut       | DCR                              |
| Bjorn De Decker       | VDM Van Durme-Michiels-Trawobo   |
| Gregory Franckaert    |                                  |
| Jens Geerinck         | retraite                         |
| Kenny Goossens        |                                  |
| Lawrence Naesen       | WB-Veranclassic-Aqua Protect     |
| Thomas Ongena         | retraite                         |
| Glenn Rotty           | ILLI-Bikes                       |
| Jori Van Steenberghen | VDM Van Durme-Michiels-Trawobo   |
| Niels Vandyck         | Thielemans & Co-Van Cauter Games |
| Benjamin Verraes      | VDM Van Durme-Michiels-Trawobo   |

## Coureurs et encadrement technique

### Effectif
L'effectif a été fortement renouvelé en 2017 car il ne reste que Kevin De Jonghe, Johannes De Paepe, Michiel Dieleman, Gianni Marchand et Joeri Stallaert de l'effectif 2016. Wim Reynaerts avait été stagiaire.
Six des seize coureurs de l'équipe ont un contrat professionnel : Robby Cobbaert, Dennis Coenen, Mathias De Witte, Michiel Dieleman, Jimmy Janssens et Brecht Ruyters,.
| Cycliste          | Date de naissance | Nationalité | Équipe 2016                        |  |
| ----------------- | ----------------- | ----------- | ---------------------------------- |  |
| Robby Cobbaert    | 27 décembre 1990  | Belgique    | Home Solution-Anmapa-Soenens       |  |
| Dennis Coenen     | 13 novembre 1991  | Belgique    | Crelan-Vastgoedservice             |  |
| Alexander Cools   | 13 avril 1994     | Belgique    | Superano Ham-Isorex                |  |
| Stijn De Bock     | 30 septembre 1993 | Belgique    | Baguet-MIBA Poorten-Indulek-Derito |  |
| Kevin De Jonghe   | 4 décembre 1991   | Belgique    | Cibel-Cebon                        |  |
| Johannes De Paepe | 5 octobre 1992    | Belgique    | Cibel-Cebon                        |  |
| Mathias De Witte  | 29 mars 1993      | Belgique    | VL Technics-Experza-Abutriek       |  |
| Michiel Dieleman  | 29 avril 1990     | Belgique    | Cibel-Cebon                        |  |
| Jimmy Janssens    | 30 mai 1989       | Belgique    | 3M                                 |  |
| Alexander Maes    | 20 juin 1993      | Belgique    | Home Solution-Anmapa-Soenens       |  |
| Gianni Marchand   | 1er juin 1990     | Belgique    | Cibel-Cebon                        |  |
| Jan Reynaerts     | 30 juillet 1997   | Belgique    | Home Solution-Anmapa-Soenens       |  |
| Wim Reynaerts     | 12 mai 1995       | Belgique    | Home Solution-Anmapa-Soenens       |  |
| Brecht Ruyters    | 14 mai 1993       | Belgique    | VL Technics-Experza-Abutriek       |  |
| Joeri Stallaert   | 25 janvier 1991   | Belgique    | Cibel-Cebon                        |  |
| Seppe Verschuere  | 6 janvier 1994    | Belgique    | VL Technics-Experza-Abutriek       |  |

## Bilan de la saison

### Victoires
| Date       | Course                                 | Pays | Classe          | Vainqueur |
| ---------- | -------------------------------------- | ---- | --------------- | --------- |
| 15/06/2017 | 1re étape du Tour de Savoie Mont-Blanc | 2.2  | Jimmy Janssens  |           |
| 17/06/2017 | 3e étape du Tour de Savoie Mont-Blanc  | 2.2  | Kevin De Jonghe |           |